# 六四事件中的宁夏
1989年春夏之交，中华人民共和国爆发全国性抗议运动，史称六四事件或八九民运，中国官方称1989年春夏之交的政治风波。期间宁夏回族自治区也有抗议、游行、集会及其他政治表达行为。这些活动多由学生主导，与全国范围内的抗议相呼应。宁夏的抗议示威主要集中在首府银川。

## 经过
胡耀邦死後，官方的報告指最遲到4月24日，寧夏的高校出現了響應全國學生的大小字報和標語。四二六社論發表後，為表達不滿。銀川的學生開始抗議。5月17日，中央电视台报道了“首都百万人上街游行”的新闻后，宁夏工学院管理工程系一位教授自己出钱买了100尺白布，由本系主任助理找人书写“坚决声援北京高校学生爱国行动——宪法至上”的大条幅，于下午垂挂在教学楼前。他还计划联系宁夏大学等院校的教授，在18日打出“教授声援团”的旗帜参与游行，后因受阻未能实现。当晚，宁夏工学院一些青年教师和学生开始活动，准备次日上街游行。
5月18日，银川市3000多所大专院校、中学以及52个单位的职工、新聞工作者共上萬人上街游行。他们散發《告市民書》 ,呼籲市民聲援北京學運。宁夏工学院当天上街游行的学生有432人，教师57人。中午三万多人聚集在南门广场，发表声援演讲，静坐一小时，游行到下午五时三十分结束。下午4点多，宁夏工学院及自治区运输公司分别用车把该校教师、学生拉回学校。同日，银川、同心4500余名穆斯林游行请愿声讨《性风俗》一书，宁夏自治区政府领导会见了示威者。
北京宣布戒严后，5月20日，寧夏自治區政府致電中共中央，擁護李鵬、楊尙昆在北京市黨政軍大會上的講話。5月23日，银川有一些学生卧轨拦车。5月24日下午，宁夏教育学院60多名学生在宁夏自治区政府门前静坐，由于部分学生强行登车，银川至北京的170次列车不能正点发出。
5月23日-29日，宁夏工学院继续有学生到银川火车站拦车强行乘车，到北京打听消息、听演讲和游行，并于28日后返回银川。5月26日，一百多名学生继续在宁夏区政府门前静坐，经区政府秘书长交涉，于27日凌晨四时全部离去。5月28日，有3000名学生上街遊行，响应全球华人大游行。
在整个运动期间，市民、学生等支持学运人士也相继成立「寧夏大學學生自治會」（负责人楊進朝）、「寧夏工學院學生自治會」（负责人任同柱）、「寧夏農學院學生自治會」（负责人侯洪玉）、「寧夏高聯教育學院分會」和「銀川市民工人聯合會」。其中“市民工人聯合會”下含「工人声援學生團」与「市民隊」。
当听到有关6月4日北京清場的消息时，银川又有3000人带着花圈和横幅再次游行。6月6日上午八时，又有十余所大中专院校学生、教师近5000人上街游行，在南门广场悼念北京死者，有10余万市民聚集在南门广场和游行队伍两侧，有人在廣場上降半旗，並在之後因此獲罪。在场学生并宣布实行“空校行动”，无限期罢课。这是银川市十年来参与人数最多的一次集会。当晚，有宁夏工学院学生到宁夏大学校园听“学运之声”，广播北京学生“死里逃生”的讲话，并向宁夏大学学生要了5份传单，他们回校后于当天晚上和机械系、管理系几个学生商量，成立了“宁夏工学院学生自治联合会”。
6月7日上午8点，宁夏工学院学生组织纠察队把守校园大门，并用乐队的扩音器广播宣传主张。广播后，有的学生立即行动，纷纷离校。到下午，据校方统计，除5个毕业班，其余各班大部分学生已离校，造成空校一个星期。中午，工学院学生自治联合会宣布停止活动。
6月9日，继续有5百多名学生在银川南门广场举行追悼活动，介绍北京的流血事件，送花圈，放哀乐，致悼词，立誓言。银川各高等院校的"空校行动"达到高潮。在高自联的组织下，学生在市区各主要街道演讲，散发传单，张贴标语，有1千多名大中专学生分赴全宁夏自治区20个县市，他们还组建了宣传队，准备向各县学生和群众介绍北京情况。

## 后续
事件之后，6月9日,銀川公安局抓獲從北京逃到銀川進行反共宣傳的周恩東。6月13日，寧夏日報報道寧夏公安廳和銀川公安局設立了舉報電話。6月15日,銀川市政府發出第一號通告,明令取締「寧夏大學學生自治會」、「寧夏工學院學生自治會」、「寧夏工學院學生自治會」、「寧夏農學院學生自治會」等民運組織。通告發佈後,至16日下午,已有「寧夏工學院學生自治會」的任國柱等七人到新城公安分局登記;「寧夏農學院學生自治會」的侯洪玉到永寧縣公安局登記。6月16日,銀川公安拘捕「寧夏大學學生自治會」領頭者楊進朝。
6月17日,銀川公安鐵路派出所抓獲武漢公安通緝的武漢高自聯領頭者何立濱。自6月15日至18日,己有35名寧夏大學學生自治會等三所高校民運組織的領頭者及其所屬部(組)、隊、站的領頭者,分別到新城公安分局、永寧縣公安局進行登記。6月19日,銀川市政府又發出第二號、第三號通告,明令取締「銀川市民工人聯合會」(含工人聲援學生團、市民團)及寧夏教育學院「寧夏高聯教育學院分會」等民運組織。7月21日,銀川檢察院以“反革命宣傳煽動罪”批准逮捕寧夏大學、寧夏敎育學院學生楊進朝、楊鴻哲、陳夢暉。8月12日,銀川公安抓獲6月6日在銀川南門廣場製造「降半旗」事件的張智勇。
银川拖拉机配件厂工人陈晓昶向海外的严家其、吾尔开希写信，要求加入民运组织“民主中国阵线”。陈之后因此被捕，并被以“积极参与反革命集团罪”判处管制2年。当局指其的“反革命挂钩”信件中提到其“特申请加入反共行列”、并认为“现在从东欧的局势可以看出来共产党的末日已为期不远了”，并索要刊物《黎明》杂志和宣传材料。

## 另見
- 六四事件
- 1989年中華人民共和國抗議地區列表